# Aéroport international de Ciudad del Carmen
Pour les articles homonymes, voir CME.
L'aéroport international de Ciudad del Carmen (code IATA : CME • code OACI : MMCE • code DGAC M. : CME) est un aéroport international situé à Ciudad del Carmen, dans l'État de Campeche, au Mexique. Il gère le trafic aérien national et international de la ville de Ciudad del Carmen. Il est exploité par Aeropuertos y Servicios Auxiliares, une société appartenant au gouvernement fédéral. 
La contraction de l'activité pétrolière et pétrochimique dans la région a eu un impact négatif sur les opérations de l'aéroport. Tous les vols internationaux réguliers ont été annulés et, avec un pic de 661 901 passagers en 2014, l'aéroport a traité seulement 362 663 passagers en 2018.

## Situation
| \| 500 km1:6 468 000 \| Acapulco Aguascalientes Huatulco Campeche Cancún Chetumal Chihuahua Ciudad · del Carmen Ciudad Juárez Ciudad · Obregón Ciudad · Victoria Colima Cozumel Culiacán Guanajuato Durango Guadalajara Hermosillo Ixtapa · Zihuatanejo La Paz San José · del Cabo Los Mochis Matamoros Mazatlán Mérida Mexicali Mexico B.J. Mexico F.A. Minatitlán Monterrey Morelia Nuevo · Laredo Oaxaca Playa · de Oro Puebla Puerto · Escondido Puerto · Vallarta Querétaro Reynosa San Luis · Potosí Tampico Tapachula Tepic Tijuana Toluca Torreón Tuxtla Gutiérrez Uruapan Veracruz Villahermosa Zacatecas |
| 500 km1:6 468 000 |

## Statistiques
Pour des raisons techniques, il est temporairement impossible d'afficher le graphique qui aurait dû être présenté ici.

Voir la requête brute et les sources sur Wikidata.

## Compagnies aériennes et destinations

### Compagnies aériennes passagers
| Compagnies         | Destinations          |
| ------------------ | --------------------- |
| Aeroméxico         | Seasonal: Mexico City |
| Aeroméxico Connect | Mexico City           |
| Interjet           | Mexico City           |
| TAR                | Tampico, Veracruz     |

### Compagnies aériennes cargo
| Compagnies             | Destinations                       |
| ---------------------- | ---------------------------------- |
| Amerijet International | Belize City, Cancún, Mérida, Miami |

### Vols d'hélicoptères
| Compagnies                | Destinations |
| ------------------------- | --- |
| Asesa                     | Transport aérien de passagers et frets, maintenance et garde côtes.                                                             |
| Heliservicios Campeche    | Personnel de la compagnie de transport aérien et charge locale.                                                                 |
| Helivan                   | Fournit des services de transport aérien par hélicoptères et avions aux PDG et aux dirigeants de sociétés publiques et privées. |
| Transportes Aéreos Pegaso | Spécialistes des vols d'affaires et transport de personnel vers des plates-formes dans le golfe du Mexique                      |

## Itinéraires les plus fréquentés
| Rang | Ville                   | Passagers | Classement | Compagnie aérienne                       |
| ---- | ----------------------- | --------- | ---------- | ---------------------------------------- |
| 1    | État de Mexico , Mexico | 117 949   | Stable     | Aeroméxico, Aeroméxico Connect, Interjet |
| 2    | Tamaulipas , Tampico    | 9 166     | 1          | TAR                                      |
| 3    | Veracruz , Veracruz     | 6 170     | 1          | TAR                                      |
| 4    | Campeche , Campeche     | 211       |            |                                          |
| 5    | Querétaro , Querétaro   | 124       |            |                                          |
| 6    | Oaxaca , Oaxaca         | 36        |            |                                          |
| 7    | Yucatán , Mérida        | 21        |            |                                          |

## Voir également
- Liste des aéroports les plus fréquentés au Mexique